# Loglan
El loglan és una llengua construïda dissenyada originalment per a la investigació en lingüística, en particular per a demostrar les hipòtesis de Sapir-Whorf.
És desenvolupada des del 1955 per James Cooke Brown amb l'objectiu d'establir un idioma tan distint dels naturals que, si la hipòtesi nomenada abans fóra certa, portara les persones a pensar d'una manera diferent i menys limitada.
El loglan és la primera llengua lògica creada i, per tant, ha servit de base i inspiració per a desenrotllaments potsteriors com el lojban i el ceqli.
El Dr. Brown fundà l'Institut Loglan per a desenrotllar el llenguatge i aplicacions relacionades, però de fet no deixà mai de considerar-lo un projecte d'investigació en procés i incomplet, i sotmès a drets d'autor. Per això, malgrat haver publicat estudis sobre el disseny del loglan, no el "llançà" mai al públic en general.
Esta fou en part la base perquè un grup dels seus seguidors formara el Logical Language Group (Grup del Llenguatge Lògic) amb l'objectiu de crear una llengua davall els mateixos principis però animant al seu ús general i a la seua adopció com a llengua natural.